# Equal Pay Day
 (octobre 2016).
La journée de l’égalité salariale (de l'anglais « Equal Pay Day ») est une manifestation organisée par l'association Business and Professional Women (BPW) dont le concept permet de calculer le jour jusqu'auquel une femme doit travailler en moyenne pour obtenir le même salaire qu'un homme qui aurait travaillé jusqu'au 31 décembre. 
L'égalité salariale entre les hommes et les femmes est également revendiquée par d'autres communautés, notamment à l'occasion de la journée des femmes,. Une pétition est également signée début 2012 par diverses organisations féministes, parmi lesquelles la Marche mondiale des Femmes.

## Historique

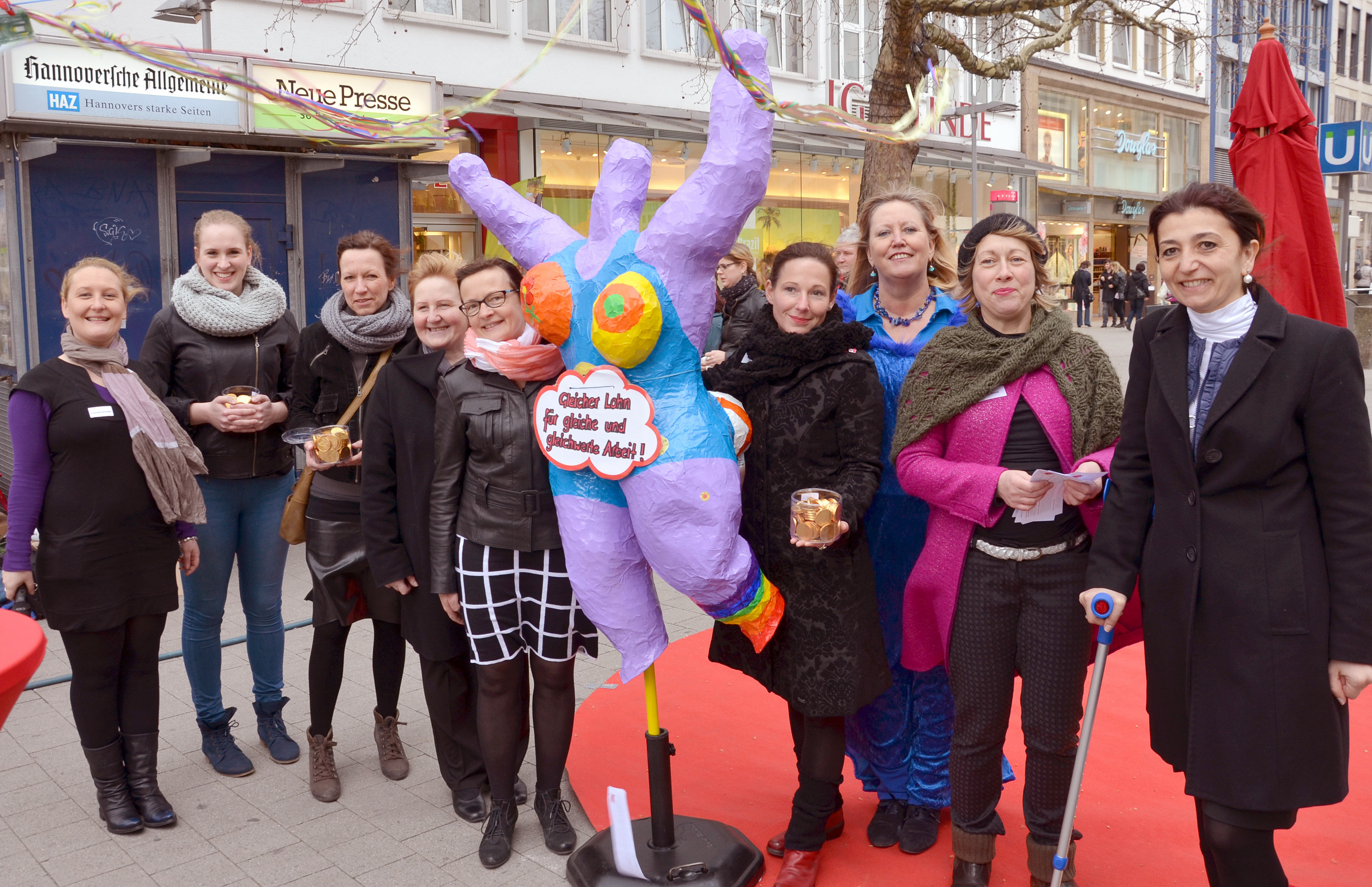
Femmes de diverses organisations allemandes à Equal Pay Day à Hanovre en 2014.

Cette journée est initiée aux États-Unis par le National Committee on Pay Equity NCPE qui, depuis 1966, thématise l'écart de salaire entre les femmes et les hommes. Ce comité lance une journée annuelle d'action en 1988, avec la campagne Red Purse. Ce jour-là, les femmes portent un sac rouge qui symbolise le fait qu'il manque de l'argent dans le sac des femmes, par analogie au rouge, couleur des pertes ou déficits dans les comptes financiers.
Le terme anglais « Equal Pay Day » est repris dès 2005 par le syndicat belge FGTB afin de sensibiliser les acteurs économiques à ces écarts de salaires. La fédération française BPW est dépositaire en France de la marque « Equal Pay Day ».
En 2008, la fédération allemande BPW importe le concept en Europe. Les fédérations BPW française, suisse et autrichienne la suivent en 2009 et organisent, depuis, chaque année la journée de l’égalité salariale. À ce jour, cet événement est organisé dans 23 pays.
En 2010, l'Union européenne met en ligne un calculateur permettant de mesurer cet écart de salaires. 
En 2011, l'Union européenne organise sa première journée de l’égalité salariale le 5 mars (écart de salaire, 17,5 %). Les fédérations européennes BPW l'organisent à différentes dates;  le 11 mars (écart de salaire, 19,3 %) en Suisse, le 25 mars (écart de salaire, 23 %) en Allemagne, le 30 mars (écart de salaire, 26 %) en Belgique, le 14 avril (écart de salaire, 27 %) en Autriche, les BPW France le 15 avril (27 % également). 
En 2011 aux États-Unis, le Président Barack Obama proclame une journée de l’égalité salariale au 12 avril.
En 2020, l'Organisation des Nations unies ONU déclare le 18 septembre, Journée internationale de l'égalité de rémunération entre femmes et hommes.

## Indicateur de l'inégalité salariale
Le calcul du jour jusqu'auquel une femme doit travailler en moyenne pour obtenir le même salaire qu'un homme qui aurait travaillé jusqu'au 31 décembre est officiellement utilisé en Belgique et en Allemagne pour mesurer l'évolution de l'écart de salaires entre hommes et femmes.
Cet indice présente une rupture par rapport aux indices précédemment calculés, en prenant en compte les salaires mensuels des personnes travaillant à temps partiel. En Belgique, alors qu'en 2000 l'écart entre hommes et femmes sur la base des statistiques du seuls taux horaire était de 17 %, cet écart passe à 26 % sur la base des salaires mensuels. Il correspond au mode de calcul défendu par le BPW.

## Journée annuelle de manifestation
Dans l'Union européenne, le calendrier du jour fixé pour chaque pays dépend des données propres à ceux-ci, toutefois un jour commun a été fixé au 5 mars en 2011, représentant la moyenne de l'Europe, fixé à 17,5 % en 2007. Il est basé sur l'ancien calcul, la référence prise étant celle de 2007.

## Equal Pay Day en Suisse
La campagne Equal Pay Day en Suisse a été financée exclusivement par les BPW Switzerland, contrairement  à la situation des BPW Germany. Cette campagne invisible, puisque répandue dans plus de 50 villes et trois régions linguistiques, a donné lieu entre 2009 et 2020 à près de 250 événements, dont 70 débats publics, 120 distributions de sacs Equal Pay Day et plus de 70 actions publiques créatives. En Suisse, il s'agit d'une unique campagne de sensibilisation publique aux écarts de salaire entre femmes et hommes. 
Les BPW Switzerland ont publié un argumentaire et fait du lobby pour soutenir la modification de la Loi sur l'égalité où les entreprises doivent évaluer leur politique salariale en fonction du genre et en informer les personnes concernées. Cette loi est entrée en vigueur le 1er juillet 2020.
L'histoire de l'Equal Pay Day en Suisse a été publiée sous forme d'ebook, intitulé "Equal Pay Day. Elles se sont levées pour l'égalité salariale en Suisse".